# 短鮪
短鮪（學名：Thunnus obesus），俗稱大目鮪，又叫短墩、大目串、大眼金槍魚，為輻鰭魚綱鱸形目鯖亞目鯖科的其中一種，被IUCN列為次級保育類動物，分布於全球熱帶至亞熱帶海域，棲息深度可達250公尺，體長可達250公分。為大洋性洄游魚類，屬肉食性，以魚類、頭足類等為食，是可食用的魚類之一，在日本，常做成生魚片。參見鮪魚。

## 台灣與短鮪
台灣有許多遠洋漁船捕捉此魚，年產量十萬公噸，主要外銷日本。2005年11月大西洋鮪類保育委員會指責台灣捕魚量超過配額、使用「洗魚」手段。該會以此為由刪減台灣在大西洋捕捉此魚之配額，由一萬四千九百噸降到四千六百噸。